# Cantó de Saint-Étienne-Sud-Est-3
El cantó de Saint-Étienne-Sud-Est-3 és un cantó francès al districte de Saint-Étienne (departament del Loira) que inclou part del municipi de Sant-Etiève.
| Data d'elecció                           | Identitat           | Partit              | Qualitat |
| ---------------------------------------- | ------------------- | ------------------- | -------- |
| 1973-1985                                | François Dubanchet  | CD, després UDF-CDS |          |
| 1985-1998                                | Michel Thiollière   | UDF-Radical         |          |
| 1998-2007                                | Jean-Louis Gagnaire | PS                  |          |
| 2007-2011                                | Jean-Jacques Rey    | PR                  |          |
| 2011-                                    | Florent Pigeon      | PS                  |          |
| les dades anteriors no són pas conegudes |                     |                     |          |